# 罗智泉
罗智泉（英語：Zhi-Quan (Tom) Luo，1963年11月—），生于中国江西南昌，加拿大籍华裔计算机科学及电子领域科学家，加拿大皇家學會院士、中国工程院外籍院士。他于1984年获北京大学数学系学士学位，1989年获美国麻省理工学院电子工程与计算机科学系博士学位。先后在麦克马斯特大学、明尼苏达大学担任终身教授。2014年至今任香港中文大学（深圳）副校长，主管学术及科研，同时还担任深圳市大数据研究院院长等职。

## 经历
罗智泉于1984年获得北京大学数学学士学位，毕业后在南开大学数学研究所工作过一年。1985至1989年，他前往美国麻省理工学院电子工程与计算机科学系和运筹学研究中心学习，并获得運籌學博士学位。1989年至2003年，他在加拿大麦克马斯特大学电气与计算机工程系任教，并担任加拿大信息处理研究主席。2003年4月移居美国明尼蘇達州，自此成为明尼苏达大学电气与计算机工程系的全职教授，同时还担任数字技术ADC讲座教授。

## 学术研究
罗智泉的研究方向是数学与信息科学的结合，主要通过应用数学方法解决信息科学中的算法设计和数学模型建设问题。致力于提升工程系统效能和优化5G网络性能，特别关注减少能耗和提高网络信息建模的效果。

## 引用
1. 1 2  . 中国工程院. 2021-11-18  [2024-07-07]. （原始内容存档于2024-07-07）.
2. ↑  . 人民网.   [2024-07-07]. （原始内容存档于2023-02-08）.
3. ↑  . 易班 · 映山红网. 2023-11-17  [2024-07-07]. （原始内容存档于2024-07-07）.
4. ↑  . 2021-10-09  [2024-07-05]. （原始内容存档于2023-10-13）.
5. ↑  .   [2024-07-05]. （原始内容存档于2024-08-23）.
6. ↑  . IEEE Xplore.   [2024-07-07].
7. ↑  . www.ece.umn.edu.   [2024-07-07]. （原始内容存档于2024-07-07）.
8. ↑  . 南方网. 2021-11-19  [2024-07-07]. （原始内容存档于2024-07-07）.